# System Rush
System Rush est un jeu vidéo de course développé par Ideaworks Game Studio et édité par Nokia, sorti en 2005 sur N-Gage.

## Accueil
- Jeuxvideo.com : 10/20[1]

## Suite
Nokia a sorti la suite de System Rush, également développée par Ideaworks Game Studio sur les Nokia N93 et N95. System Rush: Evolution est la suite pour les appareils de jeu mobiles N-Gage 2.0, avec de meilleurs graphismes, une nouvelle histoire et de nouveaux types de jeu (il y en a trois au total : course, tir et vol). Il a été annoncé le 10 mai 2006. Depuis le 4 février 2008, cette suite/remake peut également être jouée sur le N81 en téléchargeant et en installant la nouvelle plate-forme N-Gage 2.0. 